# Bregmaceros houdei
Bregmaceros houdei is een straalvinnige vissensoort uit de familie van doornkabeljauwen (Bregmacerotidae). De wetenschappelijke naam van de soort is voor het eerst geldig gepubliceerd in 1986 door Saksena & Richards.